# Soston
Soston (en francès Soustons) és un municipi francès situat al departament de les Landes i a la regió de la Nova Aquitània.

## Demografia
| 1962                                       | 1968  | 1975  | 1982  | 1990  | 1999  | 2007  |
| ------------------------------------------ | ----- | ----- | ----- | ----- | ----- | ----- |
| 4.242                                      | 4.522 | 5.127 | 5.102 | 5.283 | 5.751 | 6.941 |
| Des de 1962: població sense dobles comptes |       |       |       |       |       |       |

## Administració
| Període   | Identitat         | Partit |
| --------- | ----------------- | ------ |
| 2001-2008 | Charles Mauvoisin | UMP    |
| 2008-     | Jean-Yves Montus  | PS     |

## Agermanaments
- Huningue